# Guerras Ridda
As guerras Ridda (em árabe: حروب الردة), também conhecidas como "guerras de apostasia", foram uma série de campanhas militares contra a rebelião de algumas tribos árabes contra o califa Abacar em 632 e 633, depois da morte do profeta Maomé, sendo assim uma das guerras dos primeiros califados. Estas revoltas, na historiografia islâmica interpretadas posteriormente como de índole religiosa, foram na realidade de cariz sobretudo político. Tiveram, no entanto, uma componente religiosa: Medina tornou-se o centro de um sistema social e político, no qual a religião era parte integrante: em consequência, era inevitável que qualquer reação contra o sistema teria um lado religioso.

## Os Profetas Aspirantes da Arábia
Enquanto a fama de Maomé se estendia por toda a península Arábica, muitos pretendiam o poder e a riqueza que se foi acumulando. Alguns tomaram a posição algo cínica de que se Maomé fosse um profeta, então por que motivo eles não o seriam também? Um certo número de outros profetas aspirantes começou a surgir por todas as partes da Arábia. A história registou os nomes de pelo menos quatro destes outros autoproclamados profetas: Assuade Anci no Iémen, Muçailima em Iamama, Tulaia em Bucaza, e mesmo uma mulher profetisa conhecida como Sajá. O Profeta Musailimah encantou multidões no leste da Arábia com uma série de truques de magia e tinha um grande número de seguidores antes da Hégira (no ano 622). Em 630, Musailimah escreveu uma carta a Maomé, que começava assim: "De Muçailima, o Mensageiro de Alá, a Maomé, o Mensageiro de Alá", carta essa em que Musailimah sugeriu que os dois profetas deviam partilhar o território da Arábia entre si. Porém, Maomé não estava interessado na proposta, e enviou uma carta de recusa a Musailimah que se iniciava assim: "De Maomé, o mensageiro de Alá, a Muçailima, o arco-mentiroso".

## As Guerras Ridda
Em 632, Maomé morreu. Depois disso, muitas das tribos árabes começaram a renunciar à sua conversão ao Islão e negaram-se a pagar impostos ao estado islâmico. Os profetas aspirantes neste momento também levantaram revolta contra os muçulmanos. O sogro de Maomé, Abacar, dirigiu os fiéis muçulmanos numa guerra para arrasar estas revoltas, conhecidas como as Guerras Ridda. O mais sangrento destes conflitos deu-se no leste da Arábia contra Muçailima, que finalmente foi derrotado e morto na batalha de Iamama em dezembro de 632.